# E-nummer
E-nummer er en del af et talsystem for tilsætningsstoffer til mad og drikke, der er blevet godkendt i den Europæiske Union (EU), og er optaget på den såkaldte positiv-liste. E'et der står foran numrene står for europæisk. E-numrene skal ikke skrives på varedeklarationen, og producenten kan vælge at skrive tilsætningsstofferne ved deres navn i stedet.
Her følger en oversigt over nogle af e-numrene

## E100 – E180Farvestoffer

### Gule farvestoffer
- E-100 Curcumin (gurkemejefarve)
- E-101 Riboflavin, Riboflavin-5-phosphat
- E-102 Tartrazin
- E-104 Quinolingult
- E-110 Paraorange

### Røde farvestoffer
- E-120 Karmin (carminsyrer)
- E-122 Azorubin (Carmoisin)
- E-123 Amaranth
- E-124 Nykockin
- E-127 Erythrosin
- E-128 Red 2G
- E-129 Allura Red AC

### Blå farvestoffer
- E-131 Patent Blue V
- E-132 Indigotin (Indigocarmin)
- E-133 Brilliant Blue FCF

### Grønne farvestoffer
- E-140 Klorofyl
- E-141 Chlorophyll-kobber-kompleks, natrium og kaliumsalt
- E-142 Green S

### Brune og sorte farvestoffer
- E-150 - Karamel
  - E-150a - Karamel
  - E-150b - Kaustisk, sulfiteret karamel
  - E-150c - Ammonieret karamel
  - E-150d - Ammonieret, sulfiteret karamel
- E-151 Brilliant black PN
- E-153 Carbo medicinalis
- E-154 Brown FK
- E-155 Brown HT

### Planteekstrakter
- E-160a Betakaroten
- E-160b Annattoekstrakt
- E-160c Paprikaoleoresin
- E-160d Lycopen
- E-160e Beta-apo-8´-carotenal
- E-160f Beta-apo-8´carotensyreethylester
- E-161b Lutein
- E-161g Canthaxanthin
- E-162 Rødbede-ekstrakt (Rødbedefarve, Betaniner)
- E-163 Anthocyaniner fra spiselige plantedele

### Andre farvestoffer
- E-170 Calciumcarbonat
- E-171 Titandioxid
- E-172 Jernoxider og jernhydroxider
- E-173 Aluminium
- E-174 Sølv
- E-175 Guld
- E-180 Rubinpigment BK (Litholrubin BK)

## E200 – E297Konserveringsmidler(bruges for at maden kan holde sig længere)
- E-202 Kaliumsorbat
- E-211 Natriumbenzoat (det virksomme stof i Atamon)
- E-220 Svovldioxid
- E-250 Natriumnitrit
- E-270 Mælkesyre
- E-296 Æblesyre

## E300 – E385Antioxidanter(bruges for at maden kan holde sig længere)
- E-300 Ascorbinsyre (C-vitamin)
- E-320 Butylhydroxyanisol
- E-322 Lecitiner
- E-330 Citronsyre
- E-334 Vinsyre
- E-338 Fosforsyre
- E-363 Ravsyre

## E400 – E503Emulgatorer,stabilisatorerogfortykningsmidler(giver maden konsistens)
- E-401 Natriumalginat
- E-406 Agar-agar
- E-407 Carageenan
- E-410 Johannesbrødkernemel
- E-412 Guargummi
- E-414 Arabisk gummi
- E-415 Xanthangummi
- E-422 Glycerol (glycerin)
- E-440 Pektin
- E-460 Cellulose
- E-464 Hydroxypropylmethylcellulose (hypromellose)
- E-468 Tværbunden cellulosegummi (natriumcarboxymethylcellulose)
- E-500 Natron (Natriumhydrogencarbonat, også kaldet natriumbicarbonat eller tvekulsurt natron)
- E-501 Potaske (Kaliumcarbonat)
- E-503 Hjortetaksalt

## E504 – E530Syrer,baserogsalte(forlænger holdbarheden og ændrer smagen)
- E-507 Saltsyre
- E-510 Ammoniumklorid
- E-513 Svovlsyre
- E-524 Natriumhydroxid
- E-527 Ammoniumhydroxid
- E-528 Magnesiumhydroxid

## E535 – E585Antiklumpningsmidler(bruges for at undgå at pulvere klumper sammen)
- E 535 Natriumferrocyanid
- E 536 Kaliumferrocyanid
- E 538 Calciumferrocyanid
- E 541 Natriumaluminiumphosphat, surt
- E 551 Siliciumdioxid (»Kiselsyre«)
- E 552 Calciumsilikat
- E 553a Magnesiumsilikat
- E 553b Talkum
- E 554 Natriumaluminiumsilikat
- E 555 Kaliumaluminiumsilikat
- E 556 Calciumaluminiumsilikat
- E 558 Bentonit
- E 559 Aluminiumsilikat (Kaolin)
- E 570 Fedtsyre
- E 574 Gluconsyre
- E 575 Glucono-d-lacton (Glucono-delta-lacton)
- E 576 Natriumgluconat
- E 577 Kaliumgluconat
- E 578 Calciumgluconat
- E 579 Ferrogluconat
- E 585 Ferrolactat

## E620 – E900Aromaforstærkere
- E-620 Glutaminsyre
- E-621 Mononatriumglutaminat
- E-622 Monokaliumglutaminat
- E-623 Calicumdiglutaminat
- E-624 Monoammoniumglutaminat
- E-625 Magnesiumdiglutaminat
- E-626 Guanylsyre
- E-627 Dinatriumguanylat
- E-628 Dikaliumguanylat
- E-629 Calciumguanylat
- E-630 Inosinsyre
- E-631 Dinatriuminosinat
- E-632 Dikaliuminosinat
- E-633 Calciuminosinat
- E-634 Calcium-5'-ribobonucleotider
- E-635 Dinatrium-5'-ribonucleotider
- E-640 Glycin, Natriumglycinat
- E-650 Zinkacetat

## E901 – E927Overfladebehandlingsmidler(forlænger holdbarheden)
- E-901 Bivoks
- E 902 Candelillavoks
- E 903 Carnaubavoks
- E-904 Shellak
- E 905 Mikrokrystallinsk voks (Paraffinvoks)
- E 907 Hydrogeneret poly-1-decen
- E 912 Montansyreester
- E 914 Oxideret polyethylenvoks
- E 920 L-Cystein
- E 927b Carbamid (Urinstof)

## E938 – E949Emballagegasserogdrivgasser(forlænger emballagevarers holdbarhed)
- E-938 Argon
- E-939 Helium
- E-941 Nitrogen (Kvælstof)
- E-948 Oxygen (Ilt)
- E-949 Hydrogen (Brint)

## E950 – E968Sødestoffer
- E-950 Acesulfam-kalium
- E-951 Aspartam
- E-952 Cyclamat
- E-953 Isomalt
- E-954 Saccharin
- E-955 Sukralose
- E-957 Thaumatin
- E-959 Neohesperidindihydrochalcon
- E-965 Maltitol
- E-966 Lactitol
- E-967 Xylitol
- E-968 Erythritol

## E999 – E1520 Diverse stoffer uden for de almindelige kategorier
- E-999 Quillaia-ekstrakt
- E-1200 Polydextrose
- E-1201 Polyvinylpyrrolidon

## Eksterne links
- Pjece over E-numre (Webside ikke længere tilgængelig) fra Fødevarestyrelsen
- Komplet E-nummer guide Arkiveret 29. oktober 2006 hos  Wayback Machine